# Lori Melien
Loraine „Lori“ Melien (* 11. Mai 1972 in Calgary) ist eine ehemalige kanadische Schwimmerin. Sie gewann bei den Olympischen Spielen 1988 und bei Commonwealth Games eine Bronzemedaille.

## Karriere
Lori Melien gewann ihre erste internationale Medaille bei den Pan Pacific Championships 1985 in Tokio, als sie eine Bronzemedaille mit der 4-mal-100-Meter-Freistilstaffel erkämpfte. Bei den Weltmeisterschaften 1986 in Madrid wurde die kanadische 4-mal-100-Meter-Freistilstaffel mit Andrea Nugent, Jane Kerr, Lori Melien und Pamela Rai Fünfte. 1987 gewann Melien mit der 4-mal-100-Meter-Freistilstaffel die Silbermedaille bei den Pan Pacific Championships.
Bei den Olympischen Spielen 1988 in Seoul trat Lori Melien in drei Disziplinen an. Sie wurde 12. über 100 Meter Rücken und 19. über 200 Meter Rücken. Schließlich erreichte die kanadische Lagenstaffel mit Lori Melien, Keltie Duggan, Jane Kerr und Patricia Noall den Endlauf mit der fünftschnellsten Zeit. Im Finale schwammen Lori Melien, Allison Higson, Jane Kerr und Andrea Nugent fast vier Sekunden schneller als die kanadische Staffel im Vorlauf und gewannen die Bronzemedaille hinter den Staffeln aus der DDR und den USA. Duggan und Noall erhielten für ihren Vorlaufeinsatz ebenfalls eine Bronzemedaille.
1990 bei den Commonwealth Games in Auckland wurde Melien Fünfte über 100 Meter Rücken, über 200 Meter Rücken verfehlte sie das Finale. Die Lagenstaffel mit Lori Melien, Keltie Duggan, Nancy Sweetnam und Patricia Noall wurde Dritte hinter den Australierinnen und den Engländerinnen. 1993 bei der Universiade in Buffalo erschwamm Melien eine Silbermedaille mit der 4-mal-100-Meter-Freistilstaffel.
Lori Melien studierte an der University of Calgary. Nach ihrer Graduierung arbeitete sie als Schwimmlehrerin und in der Forschung zu Hirnverletzungen.